# Elke Monssen-Engberding
Elke Monssen-Engberding (* 22. Oktober 1950 in Köln) ist eine ehemalige deutsche Juristin. Sie war von 1991 bis 2016 die Vorsitzende der Bundesprüfstelle für jugendgefährdende Schriften/Medien (BPjS/BPjM).

## Biografie
Elke Monssen-Engberding studierte Jura und arbeitet seit 1979 zuerst als Referentin bei der damaligen „Bundesprüfstelle für jugendgefährdende Schriften“, der späteren „Bundesprüfstelle für jugendgefährdende Medien“. 1980 wurde sie stellvertretende Vorsitzende, von 1991 bis 2016 war sie Vorsitzende der Institution. Neben der Leitung der Institution veröffentlichte sie in dieser Funktion zahlreiche Beiträge zum Jugendschutz und ist außerdem Herausgeberin der Schriftenreihe BPjM-Aktuell.
Sie war außerdem als Referentin für den Koordinierungsstab Aids im Bundesministerium für Gesundheit tätig.

## Publikationen
- Joachim Knoll, Elke Monssen-Engberding (Hrsg.): BRAVO, Sex und Zärtlichkeit: Medienwissenschaftler und Medienmacher über ein Stück Jugendkultur. Forum-Verlag Godesberg, Mönchengladbach 2000, ISBN 3-930982-54-4.
- Spitzenverbände der Deutschen Unterhaltungsautomatenwirtschaft (Hrsg.): Sozialkonzept für das gewerbliche Spiel in Spielstätten und Gaststätten. Kölner Universitäts-Verlag, Köln 2010, ISBN 978-3-87427-102-8 (awi-info.de [PDF]).